# Min själ, låt Gud i allt få råda
Min själ, låt Gud i allt få råda är en gammal psalm i sju verser med text och musik av Georg Neumark som skrevs 1641 och publicerades 1657 i hans skrift "Fortgepflanzter Musikalisch - poetischer Lustwald". Den tyska originaltiteln är Wer nur den lieben Gott lässt walten. Gustaf Ållon översatte texten som publicerades 1683 i "En kristens gyllene klenodium eller själeskatt", till titelraden "Min själ och sinne, låt Gud råda", dock är hans insats struken i 1986 års psalmbok då Olov Hartmans bearbetning från 1978 publicerades, med fem verser.
Psalmen inleds 1695 med orden:
Min siäl och sinne lät Gudh råda
Och hoppas på tin Fader blijd
Melodin används även till den senare skrivna psalmen När ingen ljusning alls jag finner (1921 nr 597).
Johann Sebastian Bach gjorde en bearbetning av melodin för orgel, BWV 642, som finns i Orgelbüchlein.

## Publicerad som
- Nr 288 i 1695 års psalmbok under rubriken "Psalmer i Bedröfwelse / Korss och Anfächtning".
- Nr 239 i 1819 års psalmbok med titelraden "Min själ och sinne, låt Gud råda", under rubriken "Kristligt sinne och förhållande - I allmänhet: Förhållandet till Gud: Tålamod och tröst av Guds godhet under korset och bedrövelsen".
- Nr 198 i Svensk söndagsskolsångbok 1908 under rubriken "Guds barns trygghet"
- Nr 454 i Sionstoner 1935 med titelraden "Min själ och sinne, låt Gud råda", under rubriken "Nådens ordning: Trosliv och helgelse".
- Nr 369 i 1937 års psalmbok med titelraden "Min själ och sinne, låt Gud råda", under rubriken "Trons prövning under frestelser och lidanden".
- Nr 575 i Den svenska psalmboken 1986 med nya titelraden, under rubriken "Vaksamhet - kamp - prövning".
- Nr 363 i Svensk psalmbok för den evangelisk-lutherska kyrkan i Finland (1986) under rubriken "Nöd och nåd" med annorlunda text än i Den svenska psalmboken och med titelraden "Min själ, mitt sinne, låt Gud råda".
- Nr 660 i Psalmer och Sånger 1987 med nya titelraden, under rubriken "Att leva av tro - Verksamhet - kamp - prövning".[1]
- Nr 483 i Lova Herren 1987 med titelraden "Min själ och sinne, låt Gud råda", under rubriken "Guds barns tröst i kamp och prövning".